# Christine Tucci
Christine Tucci (Katonah, Nueva York, 19 de enero de 1967) es una actriz estadounidense.

## Biografía
Tucci nació en Nueva York el 19 de enero de 1967, hija de Joan Tucci, una secretaria jubilada, y de Stanley Tucci, exprofesor de la escuela secundaria. Su hermano es el actor Stanley Tucci y su primo, Joseph Tropiano.

## Carrera
Tucci tuvo un papel semi-regular en la serie MD (2002) e interpretó a Amanda Cory en la telenovela Another World 1993-95. Ella interpretó a la sargento Welles en la película K-911, lanzado a vídeo directo en 1999; en 2000, hizo una aparición como Dr. Kiera Behrle en CSI: Crime Scene Investigation. Ella se acredita a veces como "Christina Tucci".
Saltó a la fama en la película Chesnut, donde interpretó a Laura Tomley y compartió reparto con Makenzie Vega y Abigail Breslin.

## Vida personal
Tucci está casada con Vicent Angell, con quien tiene un hijo que sufre de autismo. Debido al síndrome que tiene su hijo ella se dedica a ayudar a los niños con autismo.
Tucci reside en Nueva York, con su esposo y su hijo. Ella también se da un tiempo para ir a su casa en Los Ángeles donde va constantemente.